# Адалоальд
Адалоальд (лат. Adaloald, 602—626), король лангобардів (616—626), син Агілульфа та його дружини Теоделінди. Оскільки був неповнолітнім від його імені правила Теоделінда.
Через душевну хворобу втратив підтримку знаті та був зміщений у 626 чоловіком своєї ж сестри Гундіберги Аріоальдом. Невдовзі помер за таємничих обставин у Равенні.